# Velocità al suolo
La velocità al suolo (in lingua inglese Ground Speed, abbreviata in GS) è la velocità orizzontale di un aeromobile rispetto al terreno. Un aereo con assetto verticale avrebbe una velocità al suolo pari a zero. Le informazioni visualizzate ai passeggeri attraverso il sistema di intrattenimento spesso danno la velocità al suolo piuttosto che la velocità rispetto all'aria.

## Descrizione
La velocità al suolo può essere determinata dalla somma vettoriale della proiezione al suolo della velocità vera del velivolo rispetto all'aria, più la velocità del vento e la sua direzione; un vento contrario sottrae la velocità di avanzamento, mentre un vento in coda la aggiunge ad esso. Venti in altri angoli rispetto alla prua avranno componenti sia di vento contrario o di vento in coda, così come una componente di vento laterale. Con le velocità degli aerei commerciali correnti, la velocità del vento pesa solitamente per una piccola percentuale.
Un anemometro indica la velocità relativa alla massa d'aria, chiamata IAS o Indicated Air Speed. La massa d'aria può essere in movimento rispetto al terreno a causa di differenze di temperatura e densità che generano tale movimento, e quindi sono necessarie alcune correzioni supplementari per calcolare la posizione reale rispetto al suolo. Questo può essere effettuato attraverso la navigazione mediante punti di riferimento, radio aiuti di posizione, sistemi di navigazione inerziali o un GPS. Quando non erano disponibili tecnologie avanzate, si usava il regolo aeronautico per calcolare la velocità al suolo. Un radar di velocità rispetto al suolo è in grado di misurarla direttamente.
La velocità al suolo è fondamentalmente diversa dalla velocità rispetto all'aria. Quando un aereo è in volo la velocità al suolo non determina quando l'aereo stalla, e non influenza le prestazioni aeree come il rateo di salita. Per tutte quelle necessità si usa la velocità indicata e la velocità reale.